# Bondina Schulze
Bondina Schulze (* 1963 in Bensberg) ist eine deutsche Kommunalpolitikerin (Bündnis 90/Die Grünen). Seit November 2020 ist sie Bürgermeisterin von Rösrath.

## Leben und Werdegang
Schulze kam 1963 in der mittlerweile in Bergisch Gladbach eingemeindeten Stadt Bensberg zur Welt, verbrachte als Kind einige Zeit in Südafrika und kam 1975 nach Rösrath. Dort absolvierte sie 1984 ihr Abitur, dem sich das Studium der Rechtswissenschaft bzw. des Wirtschaftsrechts in Bayreuth und Köln anschloss. Dabei erwarb sie den akademischen Grad Diplom-Wirtschaftsjuristin (FH). In den 1990er Jahren wurde sie Personalreferentin bei einem internationalen Logistikunternehmen.
Im Jahr 2009 stieg sie als sachkundige Bürgerin in die Rösrather Politik ein. 2014 folgte der Einzug als Mitglied in den Rat der Stadt, wo sie 2017 den Vorsitz der Fraktion von Bündnis 90/Die Grünen übernahm. Zum Jahresanfang 2020 wurde sie auf der Mitgliederversammlung des Rösrather Ortsverbands der Bündnisgrünen mit einer Dreiviertelmehrheit im zweiten Wahlgang zur Bürgermeisterkandidatin gekürt.
Im Vorfeld der Kommunalwahlen in Nordrhein-Westfalen 2020 erklärte sie, dass zu ihren Zielen für das Amt der Bürgermeisterin u. a. gehöre, die „Verwaltung zu stärken und deren Digitalisierung voranzutreiben“, eine „aktive Wirtschaftsförderung, die ökologische und soziale Standards erfüllt“ zu verfolgen und „Klimaschutz und Energiewende auf lokaler Ebene“ umzusetzen. Im ersten Wahlgang Mitte September, mit einer Wahlbeteiligung von knapp 57 Prozent, lag sie mit 22 Prozent gut 18 Prozentpunkte hinter dem Amtsinhaber Marcus Mombauer und ging in die Stichwahl um das Amt des Bürgermeisters. Gegenüber dem ersten Wahlgang (2.942 Stimmen) errang sie etwa 2.500 weitere Stimmen, so dass sie sich mit 5.437 Stimmen bzw. 52,5 Prozent Ende September gegenüber Mombauer durchsetzte. Sie ist die erste Frau in diesem Amt. 